# Жанр (шахматная композиция)
Жанр (от фр. genre — род, вид), в шахматной композиции — исторически сложившийся, имеющий специфические особенности устойчивый раздел шахматной композиции.

## Классификация
В настоящее время принято следующее разделение шахматной композиции на жанры: 
- Шахматный этюд
- Ортодоксальная композиция:
  - Двухходовая задача
  - Трёхходовая задача
  - Многоходовая задача
- Неортодоксальная композиция:
  - Задача на кооперативный мат
  - Задача на обратный мат
- Сказочные шахматы
- Особые виды композиции:
  - Ретроанализ
  - Математическая шахматная задача

В соответствии с таким делением происходит классификация конкурсов составления и решения шахматных композиций, специализация композиторов и арбитров.